# Albert Wiggins
Albert Marcus Wiggins junior (* 27. Mai 1935 in Pittsburgh; † 1. Juni 2011 ebenda) war ein Schwimmer aus den Vereinigten Staaten.

## Karriere
Albert Wiggins studierte an der Ohio State University und startete bis zu seiner Graduierung für deren Sportteam. Dort trainierte er bei Mike Peppe. Wiggins gewann drei Meistertitel der National Collegiate Athletic Association und acht Meistertitel der Amateur Athletic Union. Wiggins war der erste Schwimmer, der AAU-Titel im Freistilschwimmen, im Rückenschwimmen und im Schmetterlingsschwimmen gewann. 1955 stellte er einen Weltrekord über 100 Meter Schmetterling auf. Seine drei anderen Weltrekorde schwamm Wiggins auf Yards-Strecken.
Bei den Olympischen Spielen 1956 in Melbourne trat Wiggins über 100 Meter Rücken an. Im Endlauf belegte er den siebten Platz, 1,3 Sekunden hinter seinem Landsmann Frank McKinney auf dem Bronzerang.
Nach seiner Graduierung besuchte er die Harvard Law School, danach war als Anwalt tätig. Später betrieb er zusammen mit seiner zweiten Frau eine Kanzlei für Steuer- und Immobilienrecht.
1994 wurde Albert Wiggins als vermutlich bester Lagenschwimmer in der Ära vor der offiziellen Einführung des Lagenschwimmens in die International Swimming Hall of Fame aufgenommen.